# Colotlan
Colotlan (pl. Colotlanes) /"tierra de alacranes"; zemlja škorpija/, pleme Piman Indijanaca s istoimene rijeke (Rio Colotlan) u meksičkoj državi Jalisco, između 104º i 105º dužine i 22º širine. Od njihovih naselja spominju se Comatlan i Apozolco, i poznata po tome što su Španjolci u njima podigli svoje misije za pokrštavanje Indijanaca. Colotlani, čiji je jezik nestao oko 1864. bliži su rođaci Teul i Tepecano Indijanaca, velika juto-astečka porodica.
Razni autori ime ovog plemena pišu različito. Bancroft ih pogrešnio naziva "Cocotlanes," a kod Manuela Orozco y Berre javlja se u varijanti "Coloclan" a locira ih u području južno od Tepecana i duž istočne granice s Cora-teritorijem.